# Elfenbensvaxskivling
Elfenbensvaxskivling (Hygrophorus eburneus), även kallad elfenbensvaxing, är en art av svamp i gruppen basidiesvampar. Den växer i bokskogar och fruktkroppen uppträder under hösten. Svampen är en ätlig matsvamp, men kan ha en mycket slemmig hatt vilket av somliga kan anses som oaptitligt.
Elfenbensvaxskivlingen är som dess namn antyder till färgen vit som elfenben. Bredden på hatten är 3–7 centimeter. Vid fuktig väderlek blir hattens yta ofta slemmig. Foten har en höjd på 4–10 centimeter och en diameter på 0,5–1 centimeter. Smaken är mild och doften påminner vagt om jordärtskocka.

## Habitat och utbredning
Svampens fruktkroppar växer på marken, främst i barrskog och gräsbevuxna ytor. Den föredrar relativt fuktig och kalkhaltig lerjord
Arten är väl utbredd i stora delar av Nordamerika och förekommer även i Europa (främst i Polen och Portugal), samt Israel och Nordafrika.